# Guten Abend, Hip Hop …
Guten Abend, Hip Hop … ist das Debütalbum des deutschen Rappers Haze. Es erschien am 29. April 2016 beim Independent-Label Alte Schule Records aus Karlsruhe. Es wird über Chapter ONE, ein Sublabel von Universal Music, vertrieben. Unter anderem sind MoTrip, Bonez MC und RAF Camora auf dem Album mit Gastbeiträgen vertreten.

## Hintergrund
Am 21. Oktober 2015 wurde das Album von Haze über Facebook angekündigt. Es folgte die Titelliste am 15. März 2016. Am 26. April wurde dann schließlich das offizielle Snippet auf YouTube veröffentlicht, welches alle Titel des Albums in einer kurzen Vorschau beinhaltete.
Produzenten des Albums waren Dasaesch und Dannemann.

## Titelliste
| #  | Titel                                                 | Länge |
| -- | ----------------------------------------------------- | ----- |
| 1  | Guten Abend, Hip Hop – Intro                          | 2:24  |
| 2  | Legendenstatus                                        | 3:18  |
| 3  | Aktiv (feat. Eazyono)                                 | 2:54  |
| 4  | Asche zu Asche                                        | 3:35  |
| 5  | Andrija – Skit                                        | 0:49  |
| 6  | Dunkelheit                                            | 3:08  |
| 7  | Ausländer rein – Interlude                            | 1:19  |
| 8  | Bullentrack                                           | 4:44  |
| 9  | Gedanken (feat. MoTrip)                               | 2:49  |
| 10 | Nebelmaschine – Skit                                  | 0:16  |
| 11 | Hass                                                  | 3:33  |
| 12 | Spätabends                                            | 3:07  |
| 13 | Medaille (feat. Svaba Ortak)                          | 3:08  |
| 14 | Ich lebe für Hip Hop 2016 – Interlude                 | 1:14  |
| 15 | Die Eins                                              | 2:45  |
| 16 | Es macht sich bezahlt (feat. Bonez MC und RAF Camora) | 4:44  |
| 17 | Outro                                                 | 1:12  |

## Rezeption
Das Album erhielt überwiegend positive Kritiken. So urteilt der Rezensent des Hip-Hop-Magazins Backspin:

„Inhaltlich findet er ein Gleichgewicht zwischen äußerer Handlung und innerer Reflexion. Und in der Tat, die zentralen Aussagen seiner Texte resultieren fast ausschließlich in eigenen Gedanken; aus dem, was er am Ende des Tages in Reimen festhält. […] Wer MPC, Ensonic Mirage und SP1200 in die 90er verbannt, dem müsste spätestens anhand der Resonanz von ‚Guten Abend Hip Hop‘ auffallen, dass die Maschinen nie verschwunden, sondern aktueller scheinen denn je. Ein zeitgemäßes, großartiges Album.“

Der Rezensent des Splash! Mag teilt diese Einschätzung:

„Haze plaziert zwischen allen kyrillischen Hochhaus-Horrorstorys, Illumintaten-Paranoia und Kleinkriminellen-Duktus auch mal einen Stieber-Twins-Cut, eine ‚Ich lebe für HipHop‘-Hommage oder betont seinen Graffiti-Background, ohne an Glaubwürdigkeit zu verlieren. […] Gerade weil Haze mit diesem Album nicht auf Hype-Wellen surfen will, ist Guten Abend, Hip Hop … so gelungen.“